# Charles Bromby
Charles Bromby (Kingston upon Hull, 11 de julho de 1814 — 14 de abril de 1907) foi um gramático e bispo anglicano australiano.

## Biografia
Filho do Rev. John Healey e irmão do Rev. Dr. John Edward Bromby, Charles foi educado na Hull Grammar School, na Uppingham School e na St John's College, uma das instituições da Universidade de Cambridge, onde se formou BA em 1837, com honras de terceira classe em clássicos, MA em 1840 e admitido ao grau honorário de DD em 1864.
Bromby se casou em 1839 com Mary Anne, de Brighton, e teve vários filhos: o filho mais velho, Henry Bodley Bromby, seguiu a carreira eclesiástica, trabalhando na Tasmânia e na Inglaterra; outro filho, Charles Hamilton Bromby, foi um procurador-geral no governo da Tasmânia e advogado na colônia e na Inglaterra. Ordenado diácono em 1838, em Lichfield, e padre no ano seguinte, em Iorque. Cura de Chesterfield, Derbyshire, 1838-1839, e então diretor da Stepney Grammar School. Em 1843, Bromby foi nomeado vigário em St Paul's, Cheltenham, até 1864, além de co-fundador e diretor do Cheltenham Training College, faculdade de treinamento de professores, no mesmo período.
Ele publicou em 1846 The Sorrows of Bethany and other Sermons, que foi seguido por The Pupil Teacher's English Grammar (1848), e um volume sobre Liturgia e História da Igreja (1852). A terceira edição deste apareceu em 1862 sob o título de Church Students' Manual. Bromby também publicou vários sermões e discursos em forma de panfleto.
Em 1864, foi nomeado pela rainha Vitória como bispo da Tasmânia, o último bispo colonial a ser nomeado pela coroa, e foi consagrado no dia de São Pedro do mesmo ano, por Charles Longley, Arcebispo da Cantuária, na Catedral de Cantuária. Foi entronizado na Catedral de São Davi, Hobart, em 7 de janeiro de 1865. Durante sua estadia, publicou vários sermões e teses sobre a gramática da língua inglesa.[carece de fontes?]
Em 1868, quando a questão da abolição do auxílio estatal à religião foi tratada, Bromby foi amplamente responsável pela aprovação do ato de comutação que resultou na Igreja da Inglaterra na Tasmânia, recebendo cerca de £ 60.000 como uma doação perpétua em vez dos antigos pagamentos anuais. No início de 1869, um contrato foi feito para a construção da nave da catedral de São Davi, e a catedral foi consagrada em 1874. Em 1880, Bromby visitou a Inglaterra e, em 1882, renunciou à sua sé. Seu episcopado foi marcado pela construção de várias novas igrejas e um grande aumento no número de clérigos. Em sua memória, a bolsa de estudos Bishop Bromby Memorial foi fundada pelo Sínodo da Tasmânia em 1910.
Ao voltar à Inglaterra em 1882, foi nomeado reitor de Shrawardine-cum-Montford (Shropshire), até 1887, e bispo assistente da Diocese de Lichfield, até 1891. Após renunciar à reitoria, tornou-se diretor do St John's Hospital, Lichfield (1887–1891). Em seguida, se tornou bispo assistente da Diocese de Bath e Wells até renunciar em 1900.
Sua esposa faleceu em 1885. Aposentado, ele residiu com seu filho, o cônego Bromby, em Clifton, Bristol, falecendo no vicariato de All Saints.